# Fútbol femenino en Argentina
El fútbol femenino en Argentina se ha desarrollado de manera diferente al fútbol masculino. En este país, se han fomentado otros deportes en la rama femenina, como el hockey y el vóley, aunque recientemente ha habido un impulso por promover el fútbol de la misma manera. El 21 de agosto se celebra el Día de las Futbolistas.

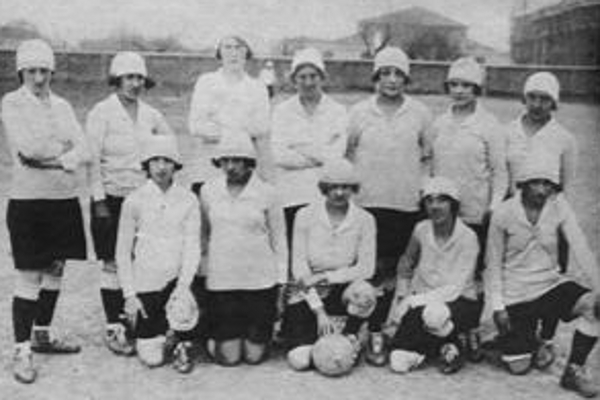
Algunas integrantes de Río de la Plata, primer club de fútbol femenino en Buenos Aires, 1923

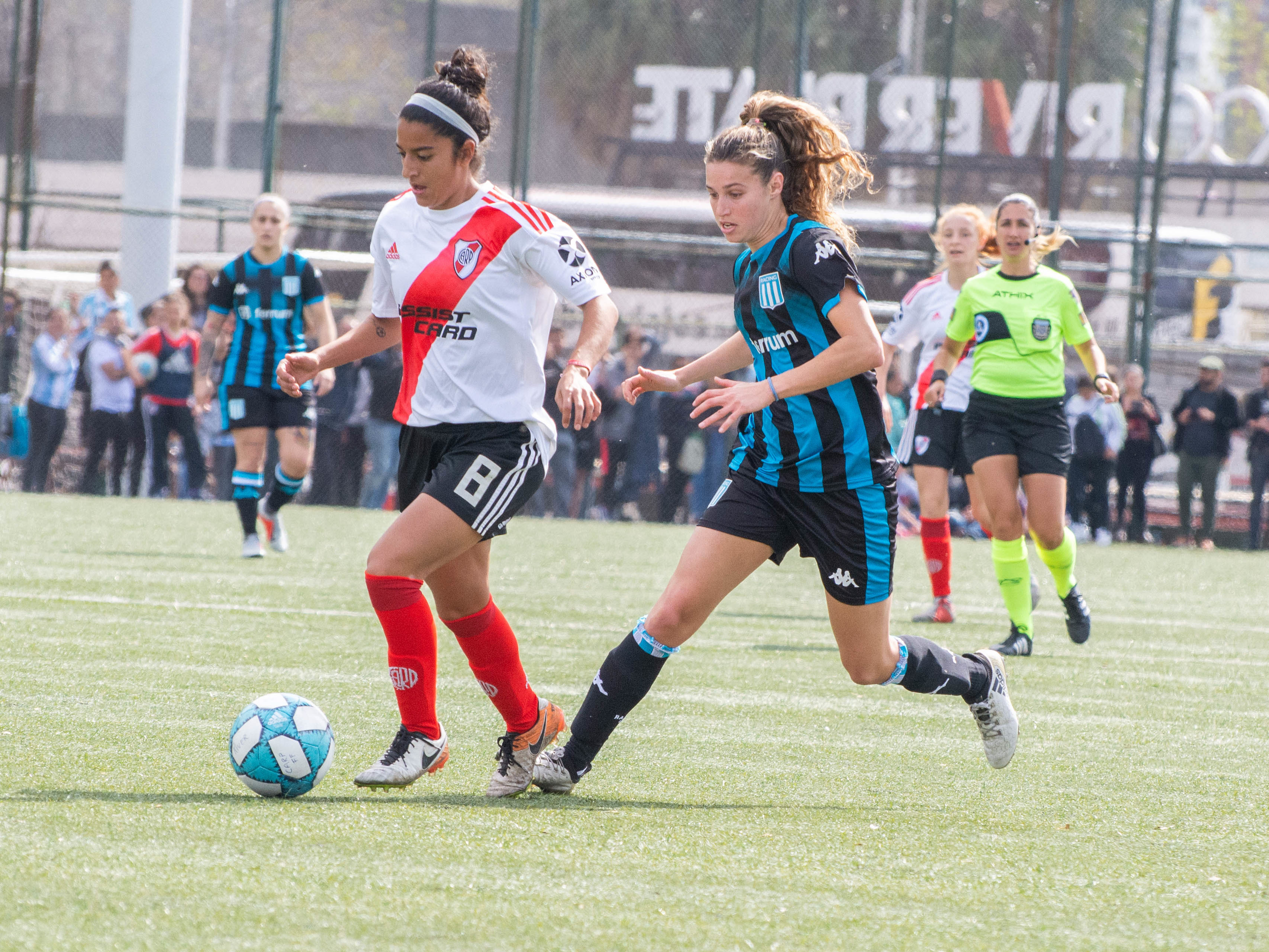
Partido entre el River Plate y Racing Club en Argentina durante 2019

## Historia

### Introducción
El fútbol femenino en Argentina ha estado invisibilizado durante la mayor parte de su historia, por lo que hasta el momento no han sido demasiado abundantes los estudios que se le han dedicado.  En palabras de Ángela Lerena, autora del prólogo del libro ¡Qué jugadora!, Un siglo de fútbol femenino en la Argentina de Ayelen Pujol:

Nuestra épica se escribe uniendo los fragmentos de una historia rota; juntando pedazos de experiencias.

La invisibilidad padecida por el fútbol femenino en Argentina no se debió tanto a la ausencia de mujeres futbolistas sino más bien por su exclusión de la tradición futbolera. En cuanto a las autoras que se han dedicado a investigar y analizar el fútbol femenino en Argentina, en general coinciden en dividir la historia en dos grandes etapas, siendo el punto de inflexión entre ambas el comienzo en 1991 de los campeonatos organizados por la AFA. Así, por ejemplo, lo señala Pujol en su libro:

La historia de las mujeres y el fútbol no tiene un inicio claro en Argentina, pero sí un punto que marca un antes y un después: 1991, el año en que la Asociación del Fútbol Argentino (AFA) creó un campeonato.

Adolfina Janson, autora de Se acabó este juego que te hacía feliz. Nuestro fútbol femenino además caracteriza la primera etapa como la de "jugar por jugar", mientras que con la incursión de la AFA comenzaría la de “jugar de veras”. Por otra parte, la profesionalización del fútbol femenino en 2019, junto a la mayor difusión y popularidad adquiridas en los últimos años, es un hecho histórico que parece marcar el inicio  de una nueva era.

#### Prejuicios culturales
Los prejuicios culturales contra el fútbol como una actividad de mujeres no son exclusivos del país y han estado presentes prácticamente desde los comienzos de este deporte. Durante la época victoriana, cuando en Inglaterra comenzó la organización del fútbol moderno, las únicas actividades deportivas que se consideraban apropiadas para mujeres eran aquellas que podían practicarse con falda y corsé, y de ser posible en ambientes privados. Así, la participación femenina logró una mejor aceptación en deportes como el tenis, el golf, el críquet o el hockey, pero en el caso del fútbol, que ya entonces atraía una gran atención pública y que además requiere una amplia libertad de movimientos y en especial de las piernas, no quedaba mucho margen para la tolerancia. El fútbol femenino se implicaba en temas controvertidos de la época tales como la reforma de la vestimenta, la sexualidad, el concepto de mujer y las libertades femeninas.
Otra argumentación usual para descalificar el fútbol femenino eran los posibles riesgos que la práctica de este deporte pudiera tener para la capacidad reproductiva de las mujeres, todo esto en el marco de una cultura que les adjudicaba la maternidad como la realización de sus vidas. Con ese mismo argumento fue que el fútbol femenino fue prohibido en 1921 en Inglaterra y en 1940 en Brasil. En tanto que en Argentina la cantidad de embarazos también era un tema de preocupación en la primera mitad del siglo XX, considerando que entre 1910 y 1930 la tasa de natalidad disminuyó un 54 %.

### Época pre AFA

#### Primeros registros
El primer partido femenino de fútbol disputado en Argentina del que existe registro ocurrió el 13 de octubre de 1923 en la antigua cancha de Boca entre dos equipos denominados Argentinas y Cosmopolitas. Asistieron al encuentro aproximadamente unas seis mil personas. Los diarios La Vanguardia y Crítica publicaron noticias sobre el evento. Además, las historiadoras estadounidenses Brenda Elsey y Joshua Nadel encontraron un artículo de la revista Fray Mocho con fotografías de equipos de mujeres que aparecen identificadas como integrantes del primer club de fútbol femenino, denominado Río de la Plata, en Buenos Aires de ese mismo año. Por aquellos tiempos en el panorama internacional el fútbol femenino había adquirido una  popularidad sin precedentes. Algunos años antes en Inglaterra las Dick, Kerr Ladies se habían convertido en la mayor atracción deportiva del país, y en Francia se inauguró en 1919 un campeonato nacional que se disputó hasta 1939.

#### Década de 1950
Entre los primeros registros mencionados anteriormente y las escasas noticias que se tienen de esta década existe un hueco en la historia que aún falta completar. La entrenadora Bettina Stagñares conserva dos fotografías, circa década de 1950, en donde se ven mujeres jugando al fútbol. Una de ellas era su madre: Nélida Zulma "Beba" González. Lucila Sandoval, fundadora del proyecto Pioneras, organización dedicada a reconstruir y divulgar la historia del fútbol femenino en Argentina, mencionó en una entrevista un recorte de diario de 1956 como el registro más antiguo que actualmente posee en su archivo.
En 1959 la revista Goles dedicó un destacado lugar en su portada a un partido de fútbol entre mujeres. En el interior del ejemplar, la nota titulada Juegan, discuten y se van a las manos como los hombres llevaba como epígrafe La mujer invade al fútbol y daba cuenta de un partido a beneficio en cancha de Tigre entre un equipo de Barrio Parque de Ingeniero Maschwitz y otro del club San Justo de Benavídez. El título de la nota aludía a ciertos altercados que se produjeron entre las jugadoras. Fue aproximadamente a fines de esta década cuando comenzaron su formación varias de las jugadoras que se destacarían en los años siguientes, aquellas que Sandoval denomina como la primera generación de pioneras.

#### Década de 1960
En la década de 1960 se disputaron varios partidos de fútbol femenino entre clubes. Existe registro fílmico de un encuentro jugado en 1964 en la cancha de Tigre, y un año después se disputó en la cancha de Estudiantes un partido entre el Club Atlético Tigre y el Centro Cultural Alberdi, que contó con una notable asistencia de público y una recaudación de 300.200 $. Tigre estaba considerado como uno de los mejores equipos femeninos de la época y de entre sus filas surgieron cinco de las jugadoras que en 1971 participarían del Mundial de México: Gloria "Betty" García, Blanca Brúccoli, Eva Lembessi, Zulma Gómez y Zunilda Troncoso. El equipo de Alberdi se había iniciado en 1964 y dos meses antes del partido frente a Tigre había realizado un partido de exhibición en cancha de Belgrano de Coronel Moldes con una recaudación de 61.800 $. Mercedes Luna, a quien apodaban "Pelé", era la principal figura del equipo de Alberdi.

#### Década de 1970
A principios de la década de 1970 solo unas pocas instituciones de la ciudad de Buenos Aires aceptaban mujeres futbolistas: entre las opciones disponibles estaban los clubes Piraña, Excursionistas, Universitario y All Boys. Simultáneamente, en otras partes del país se realizaban partidos de exhibición y giras de equipos femeninos, los cuales estaban organizados por empresarios que cobraban por la entrada. En ocasión de la segunda edición de la Copa Mundial Femenina, y ante la falta de impulso oficial, se formó una selección de jugadoras que representó a la Argentina en la Copa Mundial Femenina de Fútbol de 1971, obteniendo el cuarto puesto. 
En 2019 se designó el 21 de agosto como el Día de las Futbolistas en conmemoración de los cuatro goles marcados por Elba Selva en el partido frente a Inglaterra durante el certamen.
En 1978 se realizó un torneo metropolitano de un mes de duración que fue ganado por Racing Club. Algunos de los equipos participantes, además del ya mencionado campeón, fueron Yupanqui, Excursionistas, Minué y San Fernando. En el plantel de Racing se encontraban tres jugadoras que habían sido mundialistas en 1971: Gloria "Betty" García, Marta Soler y Virginia Cattaneo. Las condiciones de juego eran en general precarias: a veces jugaban en canchas de tierra, en ocasiones se requirió la improvisación de arcos y la mayoría de las futbolistas usaban zapatillas, salvo las mundialistas, a quienes se les habían obsequiado botines.

#### Década de 1980
Entre 1985 y 1986 la Subcomisión de Damas del Club Independiente San Alberto de Ituzaingó organizó una serie de campeonatos y encuentros amistosos de fútbol femenino. Uno de los partidos con mayor difusión pública fue el que disputaron en abril de 1986 los equipos femeninos de Independiente San Alberto y Defensores de Lomas de Zamora como preliminar del encuentro masculino entre Deportivo Morón y Argentino.
En 1986, con Doña Tota, madre de Diego Maradona, como madrina de honor, se crea la Asociación Argentina de Fútbol Femenino (AAFF), agrupación independiente de la AFA que organizaría campeonatos metropolitanos y que, a pesar de su carácter amateur, llegaría incluso a financiar viajes para disputar partidos internacionales. Nils Altuna era la presidenta y principal impulsora de la asociación. Los torneos locales llevaban la denominación de Femigol y Yupanqui fue el campeón y gran dominador de los mismos hasta 1991, año en que comenzaron los campeonatos de la AFA y en el que la AAFF desapareció como institución independiente al ser absorbida por la organización oficial.

### Era amateur de AFA
A mediados de la década de 1980 la FIFA había tomado la determinación de impulsar el fútbol femenino y como parte de ese proceso en 1991 se disputaron la primera Copa Mundial Femenina en China y el primer Campeonato Sudamericano Femenino en Brasil.
Fue en ese marco que el 27 de octubre de 1991 comenzó el primer torneo oficial de fútbol femenino en Argentina organizado por la AFA, conocido como Campeonato de Fútbol Femenino. Este torneo contó con la participación de ocho equipos y dio como ganador al Club Atlético River Plate.
La segunda edición del torneo fue ganada por Boca Juniors y luego River consiguió una seguidilla de cinco campeonatos consecutivos. El técnico de River Plate era Coco Torres, quien al mismo tiempo se desempeñaba como director técnico de la selección femenina de fútbol de Argentina que disputó su primer partido oficial en 1993.
En 1997 ocurrió un notable aumento en el número de clubes inscritos al torneo, de solo nueve equipos que habían participado en la edición anterior la cifra se incrementó a veintidós y para 1998 la cantidad de participantes subió a treinta y seis por lo que la AFA debió reformar el torneo dividiéndolos en grupos. En aquel año hubo equipos como San Telmo que participaron por única vez en su historia.  Por aquellos tiempos los partidos más destacados eran transmitidos por el canal de cable Siempre Mujer y el exarquero Sergio Goycochea oficiaba de comentarista.
En 2000 se disputó un Campeonato sudamericano de clubes en Perú que contó con la participación de dos equipos argentinos: River Plate y Banfield. Si bien no fue un torneo oficial, en el mismo participaron varios equipos campeones de Sudamérica y podría considerarse un precedente de lo que luego sería la Copa Libertadores Femenina.
River Plate y Boca Juniors alternaron el primer puesto de la competición local durante 17 años. Recién en 2008 se consagra San Lorenzo, que clasifica a la primera edición de la Copa Libertadores de América Femenina.
En 2011 se permitió la participación de clubes que no estén afiliados directamente a la Asociación del Fútbol Argentino y en 2015 se creó la Segunda División.

### Profesionalización

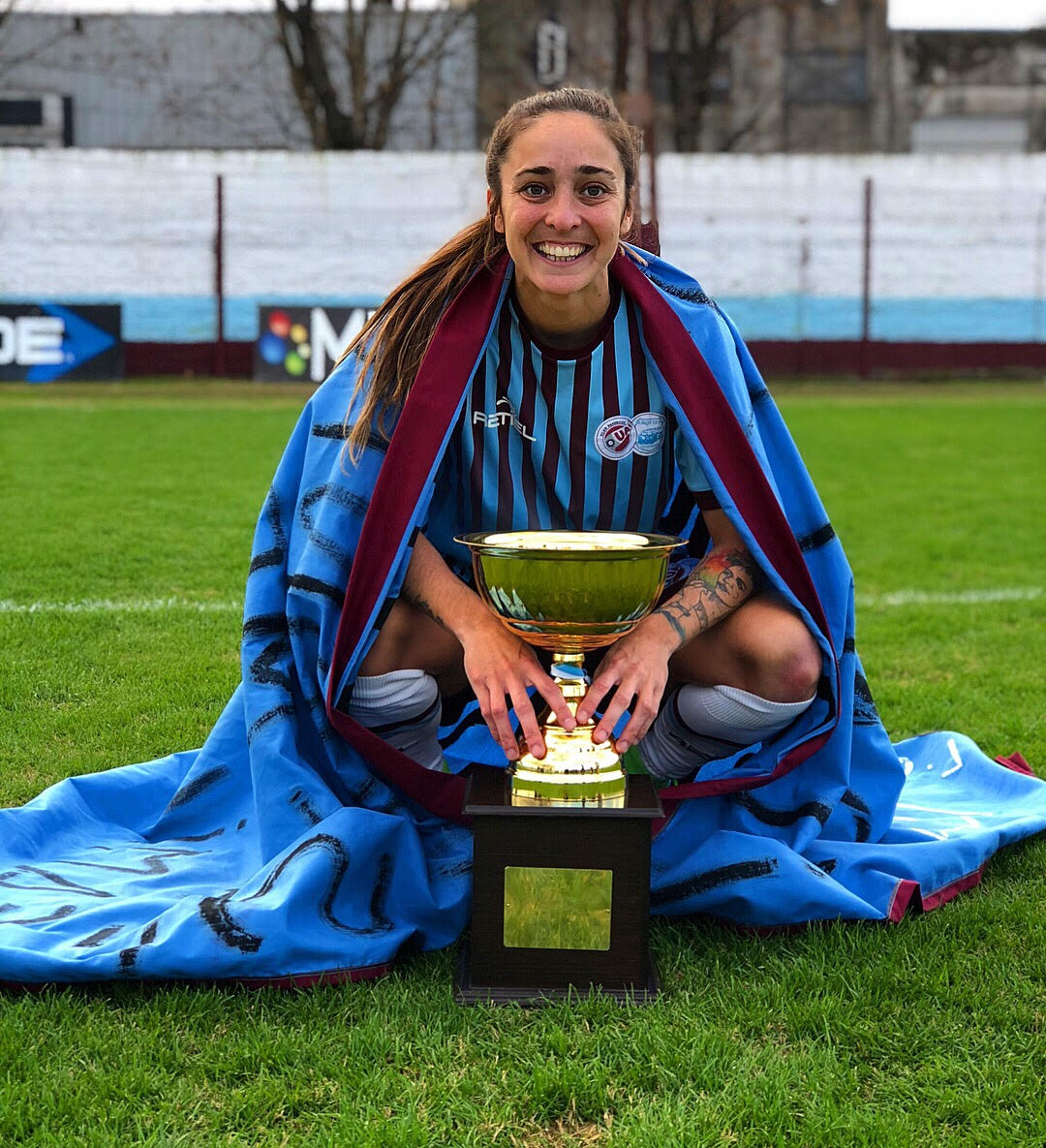
Macarena Sánchez cuando jugaba en UAI Urquiza. Fue la principal referente del reclamo por la profesionalización del fútbol femenino.

Macarena Sánchez, futbolista de UAI Urquiza, fue la principal impulsora del proyecto de profesionalización y visibilidad del fútbol femenino argentino. Tuvo inconvenientes con la dirigencia tras manifestar su opinión de un trato más justo para con las futbolistas y ha recibido amenazas a través de las redes sociales.
El 16 de marzo de 2019 se oficializó la profesionalización del fútbol femenino en Argentina. Se definió un mínimo de 8 futbolistas contratadas por club y un salario de quince mil pesos (equivalente a un contrato de Primera C masculino). Magalí Moreno, futbolista de Lanús, opinó al respecto: «El aporte de la AFA va a mejorar nuestro ingreso, para poder entrenarnos y dedicarnos más, pero dudo que podamos vivir con 13 mil pesos. A la mañana trabajo cuatro horas en una administración de consorcio y a la tarde soy niñera, luego de eso me voy a entrenar».
Este anuncio no contempla a los clubes del interior, que continúan jugando de manera amateur.
Complementariamente al inicio del profesionalismo en noviembre de 2019 comenzó a disputarse por primera vez el Campeonato Femenino de Reserva. Según AFA la iniciativa tiene la intención de fomentar la formación de jóvenes futbolistas. A su vez, desde 2019 se disputa el Torneo Rexona de Primera A de Fútbol Femenino en el que juegan los siguientes equipos: Boca Juniors, San Lorenzo de Almagro, UIA -Urquiza, River Plate, Rosario Central, Gimnasia y Esgrima La Plata, Racing Club,  Estudiantes de La Plata, Independiente, Lanús, Excursionistas, S.A.T. (Social Atlético Televisión), Platense, Huracán, Defensores de Belgrano, El Porvenir y Villa San Carlos

### Actualidad
En los últimos años, UAI Urquiza ha crecido como uno de los referentes en el fútbol femenino argentino, estando a la par de Boca y River en materia de torneos ganados y jugadoras convocadas a la Selección. Otros clubes como Racing Club, Gimnasia y Esgrima La Plata, San Lorenzo de Almagro, Talleres (Córdoba), Belgrano (Córdoba) Platense e Independiente han aportado en varias oportunidades futbolistas a los seleccionados de todas las categorías.
A partir de la temporada 2021, se disputa la Copa Federal de Fútbol Femenino, competición oficial organizada por la Asociación del Fútbol Argentino, la cual consta de una fase preliminar y una fase final. El torneo se lleva a cabo a través de la clasificación de clubes de la Primera División A y Ligas del todo el país. Se desarrolla de la siguiente forma:
- Fase Preliminar Regional: Es organizada por el Consejo Federal y clasifica a 8 equipos provenientes de las Ligas Regionales a la fase final.
- Fase Preliminar Metropolitana: Es organizada por la AFA. Participan los mejores 8 equipos de la Primera División A.
- Fase Nacional: Los 16 equipos clasificados se eliminan entre sí por el formato de eliminación directa en partidos hasta alcanzar la final.[46]

Hoy en día, existe la asociación Pioneras del Fútbol Femenino, fundada por Lucila Sandoval, que se encarga de promover esta actividad en todo el país.
Según un informe del Congreso Internacional de Fútbol, el fútbol femenino fue la actividad deportiva con mayor crecimiento a nivel mundial durante la década de 2010. Por su parte la Asociación Femenina de Fútbol Argentino (AFFAR) estima que alrededor de un millón de mujeres practican la disciplina en el territorio nacional. También ha habido un muy notable aumento en la apertura de escuelas de fútbol femenino, solamente en la ciudad de Buenos Aires habría más de cincuenta mientras que en el conurbano bonaerense superarían las cien. El rango de edad de las mujeres que acuden a estos establecimientos oscilaría mayormente entre los cuatro y los cuarenta años.
Con el tiempo llegaron a Primera División los primeros clubes indirectamente afiliados a la AFA, que no habían sido tenidos en cuenta en la semiprofesionalización de 2019 (solo había sido invitado Rosario Central, directamente afiliado a la AFA): los primeros en conseguir los ascensos fueron Belgrano, San Luis, Newell's Old Boys y Talleres.

## Selección Argentina

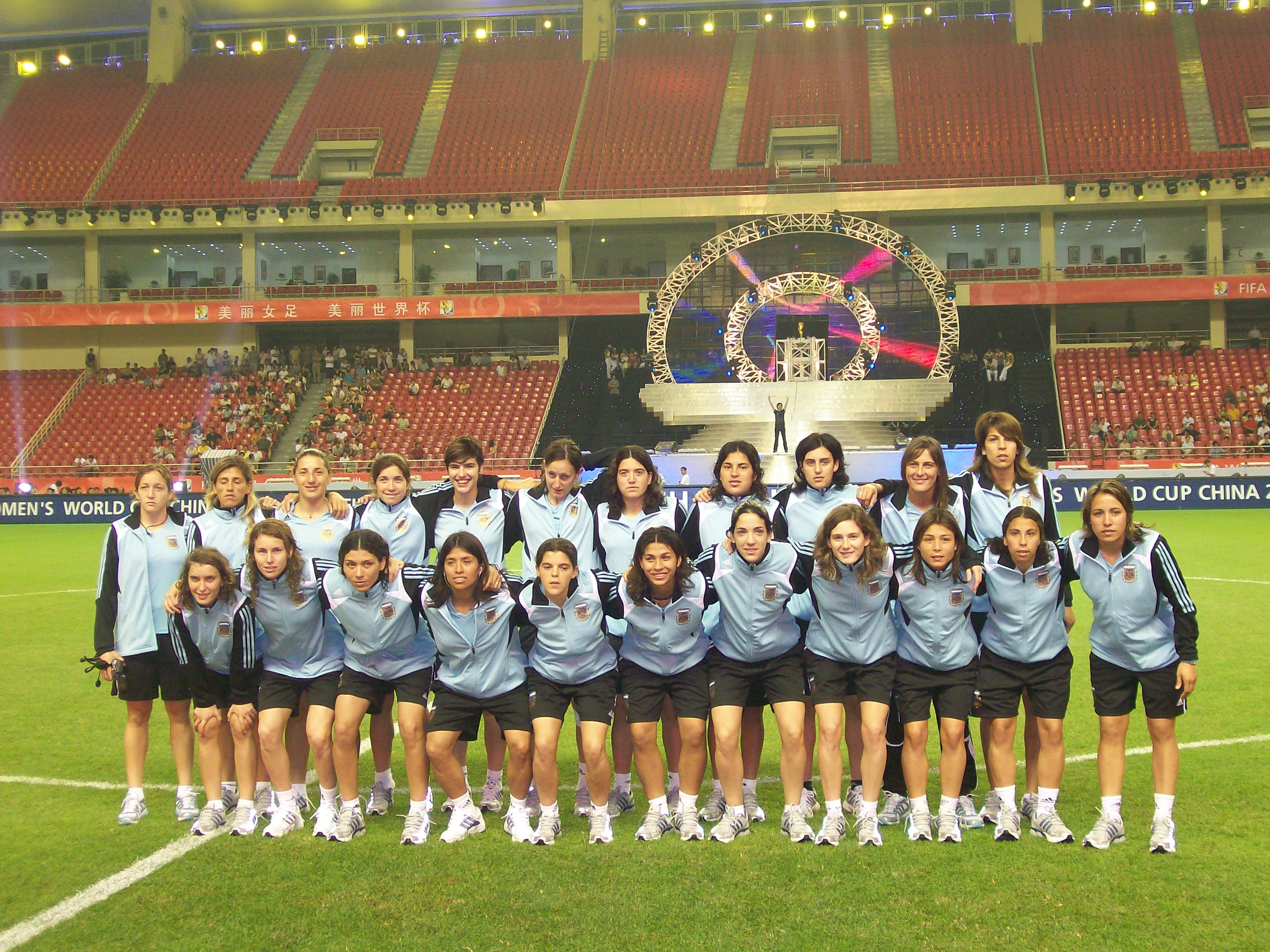
Plantel completa de la Selección Argentina, recorriendo el terreno de juego del Estadio Hongkou de Shanghái, previo al partido inaugural. Copa Mundial Femenina de Fútbol de 2007.

En 1971, la Selección Argentina participa por primera vez de un campeonato mundial de fútbol femenino, aunque no se trató de un certamen considerado oficial, ya que no fue organizado por la FIFA (el primer campeonato FIFA de fútbol femenino se celebraría recién en 1991). Esa vez, las 17 jugadoras viajaron a México sin botines, médico, masajista ni entrenador. Se ubicaron en la cuarta posición, habiendo ganado un solo partido.

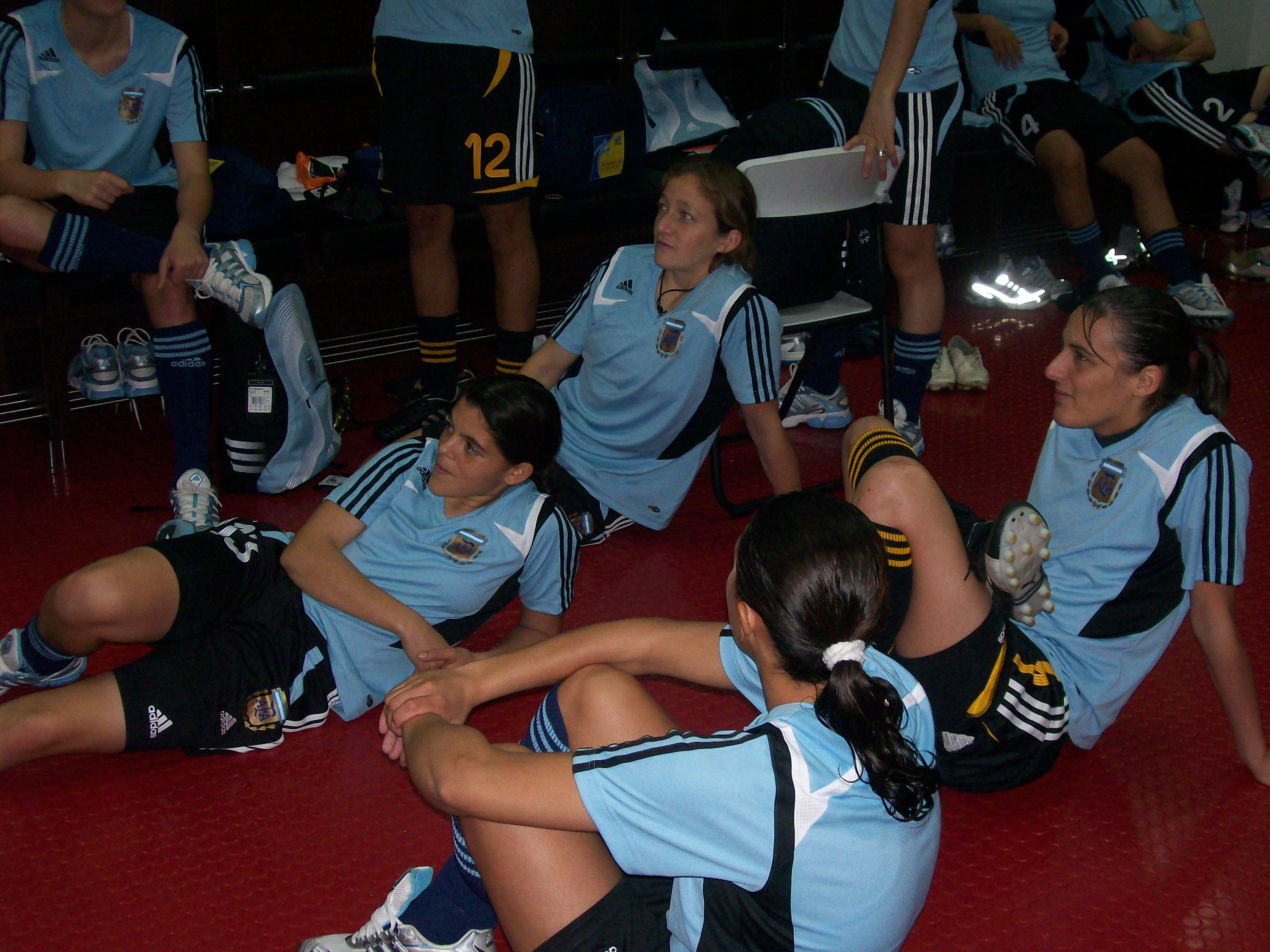
En el vestuario del Estadio Hongkou de Shanghái, las jugadoras observan el inicio de la ceremonia inaugural.

En lo que fue la mejor época en cuanto resultados deportivos, Argentina participó en el Campeonato Sudamericano Femenino 2003, obteniendo el segundo lugar y la clasificación por primera vez en la historia a la Copa Mundial Femenina de Fútbol de FIFA 2003, también obtuvo la clasificación a los Juegos Panamericanos de 2003, al cual sólo accedían en ese momento los mejores seis seleccionados del continente. En el Campeonato Sudamericano Femenino de 2006, Argentina conquistó el primer lugar, logró destronar a Brasil, que dominaba la escena sudamericana, desde el inicio de las competencias internacionales organizadas por Conmebol. Con ese primer puesto Argentina logró un triunfo histórico, obtuvo la clasificación directa a la Copa Mundial Femenina de Fútbol de 2007, clasificación por primera vez a los Juegos Olímpico de Pekín 2008 y aseguró su participación en los Juegos Panamericanos de 2007, competencia que en ese momento estaba reservada a los diez mejores clasificados de todo el continente. Si bien Argentina en estas primeras citas mundialistas fue eliminada en primera ronda, cabe destacar que sólo participaban en dichas competencias dieciséis seleccionados de todo el mundo.
En septiembre de 2017, jugadoras de la Selección Argentina realizaron un paro para reclamar el derecho a la utilización del predio de Ezeiza y un aumento en los viáticos (era de 140 pesos argentinos por entrenamiento).
Previo al Mundial de Fútbol Masculino de 2018, Laurina Oliveros se descargó en Twitter por la presentación de la camiseta, que fue realizada por una modelo.
En la Copa América de 2018, finalizaron terceras, clasificando así al repechaje por un lugar en el Mundial. Soledad Jaimes fue la goleadora de la Selección en el torneo. Durante este campeonato, se repitieron los reclamos, esta vez posando con una mano en la oreja durante la foto institucional, en referencia a que no estaban siendo escuchadas, para pedir por viáticos, indumentaria y mejoras en las retribuciones económicas.

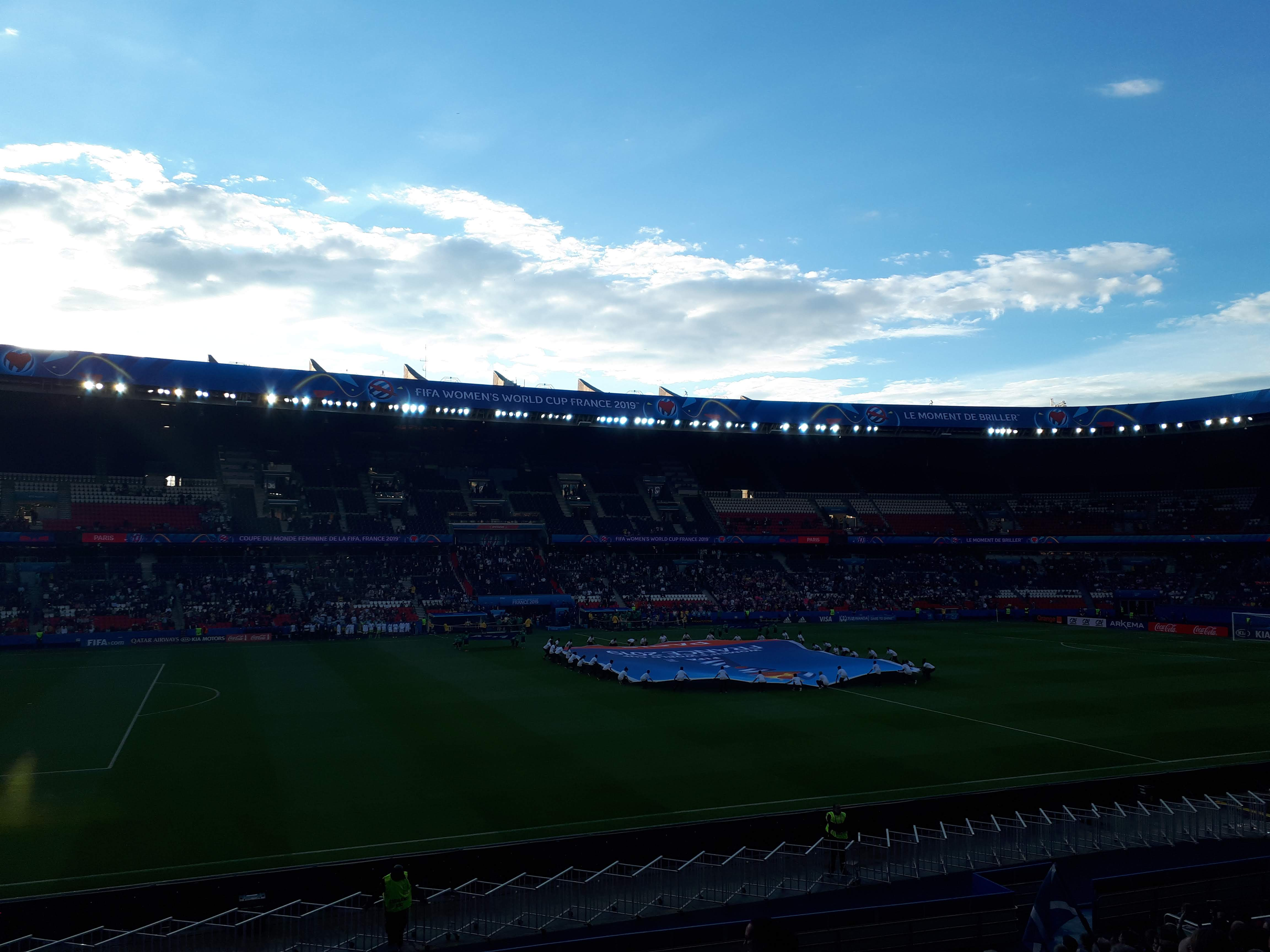
El Parque de los Príncipes en París, minutos previos al partido entre Argentina y Escocia por la Copa Mundial de Fútbol de 2019.

En junio de 2019, la Selección jugó nuevamente la Copa del Mundo, después de 12 años sin clasificar.
En los Juegos Panamericanos de Lima 2019 la Selección Argentina de Fútbol femenino obtiene su primera medalla en juegos olímpicos, convirtiéndose en un hecho histórico para la disciplina.

## Fútbol femenino y lucha por la igualdad

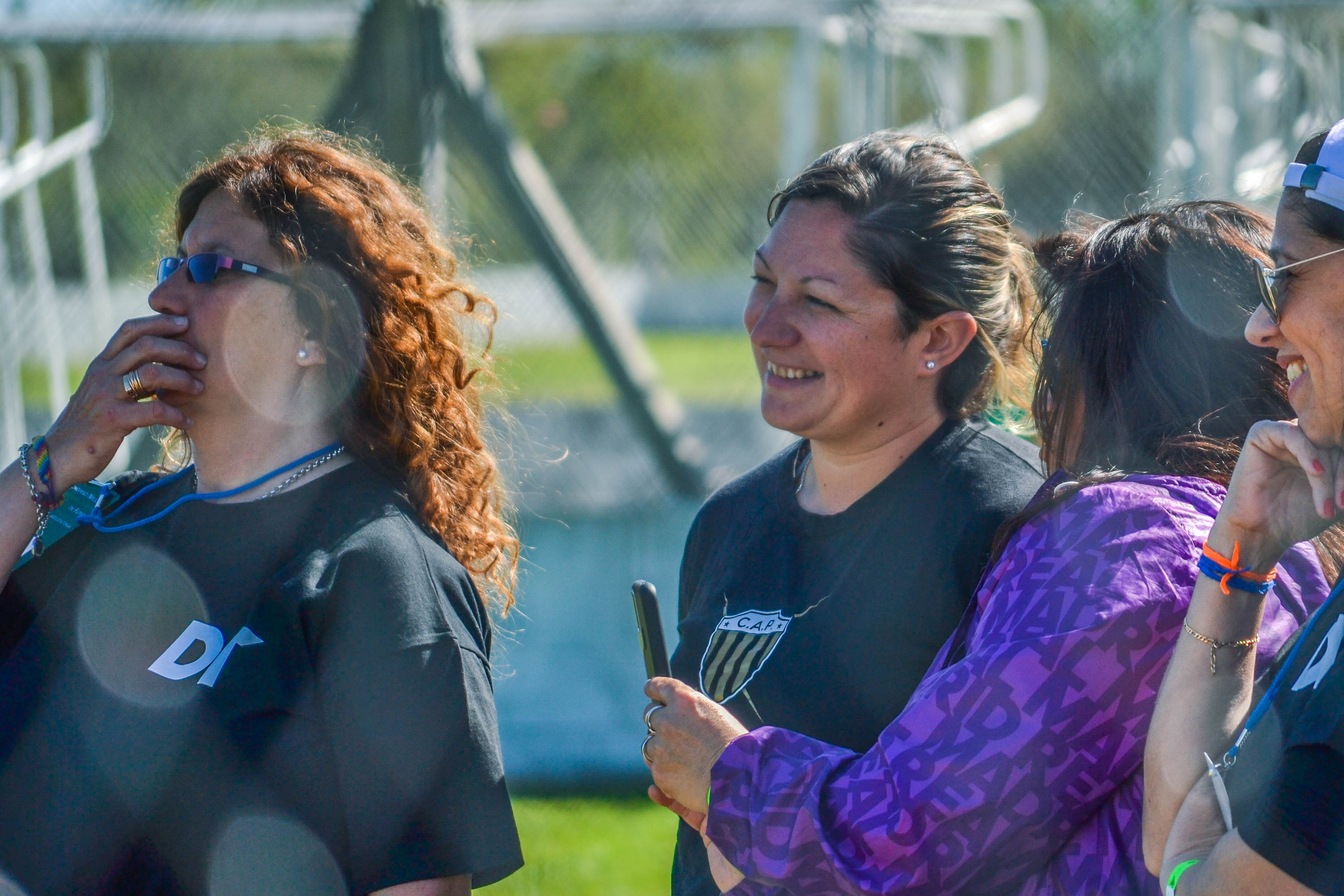
Primer Congreso de Directoras Técnicas de Argentina- Santa Fe- septiembre de 2019

Con el objetivo de visibilizar la desigualdad de derechos por la que pasan las mujeres  que se dedican a ese deporte, jugadoras  pertenecientes a distintos clubes organizaron el colectivo "Pibas con Pelotas". El primer encuentro se realizó en octubre de 2019 en el barrio de San Telmo (CABA). Del mismo surgió un video en el que se reclama una organización “horizontal, democrática y sorora” .
Además,  en septiembre de 2019 se realizó el Primer Congreso de Directoras Técnicas de Argentina, organizado en forma conjunta por la  Asociación de Técnicos del Fútbol Argentino, y la Liga Santafesina de Fútbol.
El 12 de agosto de 2020, la Asociación del Fútbol Argentino, a través de su Comisión de Desarrollo, y con la participación del Departamento Médico de la AFA, realizó el “Primer Encuentro Internacional de Medicina Deportiva en el Fútbol Femenino”, dirigido a profesionales en medicina deportiva y ciencias aplicadas al fútbol femenino.

## Partidos más convocantes
| Año  | Asistencia      | Estadio                          | Partido                             | Competición            |
| ---- | --------------- | -------------------------------- | ----------------------------------- | ---------------------- |
| 2023 | 31 mil personas | Mario Alberto Kempes, Córdoba    | Argentina vs. Venezuela             | Amistoso internacional |
| 2022 | 28 mil personas | Julio César Villagra, Córdoba    | Puerto Nuevo vs. Belgrano           | Primera División B     |
| 2024 | 20 mil personas | Alberto J. Armando, Buenos Aires | Boca Juniors vs. Rosario Central    | Primera División A     |
| 2022 | 18 mil personas | Alberto J. Armando, Buenos Aires | Boca Juniors vs. UAI Urquiza        | Primera División A     |
| 2022 | 15 mil personas | Mario Alberto Kempes, Córdoba    | Argentina vs. Chile                 | Amistoso internacional |
| 2025 | 13 mil personas | Julio César Villagra, Córdoba    | Belgrano vs. Talleres               | Primera División A     |
| 2023 | 12 mil personas | Alberto J. Armando, Buenos Aires | Boca Juniors vs. River Plate        | Primera División A     |
| 2024 | 10 mil personas | La Boutique, Córdoba             | Talleres vs. Defensores de Belgrano | Primera División B     |